# 669

## Родени
- Юстиниан II, византийски император